# 김소영 (번역가)
김소영(1979년 ~ )은 대한민국의 일본어 번역가이다. 경성대학교 일어일문학과를 졸업했다. 이사카 고타로와 시마다 소지의 작품들,에도가와 란포의 전단편집, 다자이 오사무의 《인간 실격》을 번역했다. 번역기획그룹 바른번역의 회원이다.

## 저작
- 시마다 소지 작품
  - 나쓰메 소세키와 런던 미라 살인사건
  - 마신유희
  - 어둠 비탈의 식인나무
  - 영와정 살인사건

- 오리하라 이치 작품
  - 도망자(폴라북스)
  - 침묵의 교실(한스미디어)

- 이사카 고타로 작품
  - 골든 슬럼버
  - 남은 날은 전부 휴가
  - 마왕
  - 모던 타임스
  - 사신 치바
  - 사신의 7일
  - 피시 스토리

- 가토 미아키 작품
- 클럽인디고: 밤을 달리는 자들
  - 클럽인디고: 제1회 호스트 선수권대회

- 기노시타 한타 작품
  - 악몽의 엘리베이터
  - 악몽의 관람차

- 가타부츠(사와무라 린, 한스미디어)
- 고야(사쿠라바 카즈키, 문학동네)
- 난반사(누쿠이 도쿠로, 문학동네)
- 닛뽀니아 닛뽄(아베 가즈시게, 웅진지식하우스)
- 라가도 : 연옥의 교실(모로즈미 다케히코, 폴라북스)
- 배금(호리에 다카후미, 네오픽션)
- 비정근(히가시노 게이고, 살림)
- 새틀라이트 크루즈(아사쿠라 다쿠야, 미디어윌)
- 소년 소녀 비행클럽(가노 도모코, 살림)
- 아빠는 우주 최강 울보쟁이(시게마쓰 기요시, 살림)
- 엄마 시집보내기(사쿠노 쓰키네, 서울문화사)
- 여름 물의 인어(마에다 시로, 자음과모음)
- 유괴 랩소디(오가와라 히로시, 한스미디어)
- 유랑가족 세이타로(오가와라 히로시, 한스미디어)
- 인간 실격(다자이 오사무, 더클래식)
- 작은집(나카지마 교코, 서울문화사)
- 프리즌 트릭(엔도 다케후미, 살림)